# Ekologisk mjölk
Ekologisk mjölk är mjölk som kommer från kor som fötts upp och lever på ett ekologiskt sätt. För att få kalla mjölken ekologisk måste uppfödningen följa ett antal regler som vanligtvis rör hur djuren får beta, foder och hur läkemedel får användas på djuren.

## Sverige
Regler i Sverige (2014) omfattar bland annat att korna ska få ekologiskt foder och att kalvarna måste få dia i minst ett dygn. En ekologisk mjölkko producerar ungefär 8 000 liter mjölk om året, att jämföra med en konventionell kos 9 000.
Korna som ger ekologisk mjölk står inte lika mycket i ladugården som andra kor och när de står i ladugården är skötseln reglerad vad gäller krav på ljus, ventilation och drag. Det finns även krav på mängden motion och yta de mjölkgivande korna får. 
Ekologisk mjölk kan i vissa fall hämtas i samma tankbil som konventionell mjölk där båda mjölksorterna blandas, men säljs då som konventionell mjölk.